# مالا رکا (کروشواتس)
مالا رکا (به صربی: Mala Reka) یک منطقهٔ مسکونی در صربستان است که در کروشواتس واقع شده‌است. مالا رکا ۱۷۴ نفر جمعیت دارد.